# Бегази
Бегази́ (каз. Беғазы) — село у складі Актогайського району Карагандинської області Казахстану. Входить до складу Шабанбайбійського сільського округу.
Населення — 35 осіб (2021; 81 у 2009, 47 у 1999, 176 у 1989).
Національний склад станом на 1989 рік:
- казахи — 100 %.

До 1996 року село називалось Акшкол.